# Vipera berus sachalinensis
Vipera berus sachalinensis is een giftige slang uit de familie adders (Viperidae). 

## Naam en indeling
De wetenschappelijke naam van de slang werd voor het eerst voorgesteld door  Sergei Fedorovich Zarevskij in 1917. Het is een ondersoort van de gewone adder (Vipera berus).

## Verspreidingsgebied
Deze slang komt voor in delen van Azië en Europa en leeft in de landen China, Noord-Korea en Rusland.